# Steve Gross
Steve Gross (* 8. Juli 1985 in Coral Springs, Florida) ist ein professioneller US-amerikanischer Pokerspieler. Er stand für 55 Wochen an der Spitze der Onlinepoker-Weltrangliste und gewann 2013 ein Bracelet bei der World Series of Poker.

## Pokerkarriere

### Online
Gross spielte von Juni 2006 bis September 2013 online unter den Nicknames gboro780 (PokerStars und Full Tilt Poker) und MiguelPrado (Absolute Poker). Er hat bei Onlineturnieren mehr als 6 Millionen US-Dollar gewonnen. Sein höchstes Preisgeld sicherte er sich im Februar 2009 durch einen Turniergewinn auf Full Tilt, der mit mehr als 275.000 US-Dollar dotiert war. Vom 25. Februar bis 11. August 2009 stand Gross für 24 Wochen in Serie erstmals auf Platz eins des PokerStake-Rankings, das die erfolgreichsten Onlinepoker-Turnierspieler weltweit listet. Insgesamt führte Gross das Ranking viermal an und stand für 55 Wochen an der Weltranglistenspitze, zuletzt im August 2010. Länger führten die Liste lediglich Niklas Åstedt, Simon Mattsson und Cliff Josephy an.

### Live
Seine erste Geldplatzierung bei einem Live-Turnier erzielte Gross im Mai 2004 in Los Angeles. Anfang November 2007 wurde er bei einem Turnier der World Poker Finals in Mashantucket Zweiter und erhielt knapp 100.000 US-Dollar Preisgeld. Im Juni 2008 war er erstmals bei der World Series of Poker (WSOP) im Rio All-Suite Hotel and Casino am Las Vegas Strip erfolgreich und kam bei drei Events der Variante No Limit Hold’em in die Geldränge. Mitte Januar 2010 gewann er ein Turnier des PokerStars Caribbean Adventures auf den Bahamas mit einer Siegprämie von rund 135.000 US-Dollar. Anfang März 2011 erreichte Gross beim Main Event der World Poker Tour in Los Angeles den Finaltisch und belegte den mit 304.000 US-Dollar dotierten fünften Platz. Bei der WSOP 2013 gewann er ein Turnier in Pot Limit Omaha und damit ein Bracelet sowie knapp 500.000 US-Dollar Siegprämie. Wenige Tage später sicherte er sich beim teuersten Event auf dem WSOP-Turnierplan, dem High Roller for One Drop mit 111.111 US-Dollar Buy-in, den Mincash in Höhe von mehr als 170.000 US-Dollar. Zwei Jahre später erreichte Gross beim WSOP-Main-Event 2015 den sechsten Turniertag und schied dort auf dem 47. Platz aus, der mit knapp 140.000 US-Dollar bezahlt wurde. Seitdem blieben größere Turniererfolge aus.
Insgesamt hat sich Gross mit Poker bei Live-Turnieren mehr als 2 Millionen US-Dollar erspielt.